# Сенница леандр
Сенница леандр (лат. Coenonympha leander) — вид дневных бабочек из семейства Бархатницы.

## Этимология латинского названия
Леандр (греческая мифология) — юноша из Абидоса, влюбленный в Геро и каждую ночь переплывавший Геллеспонт для встречи с ней.

## Описание
Длина переднего крыла бабочки 15—20 мм. У самцов верхняя сторона крыльев, как правило, темно-бурая, у самок — охристая с темной каймой. Задние крылья сероватого цвета, без белых пятен; между рядом из 6 глазков и внешним краем проходит относительно широкая полоска охристо-оранжевого цвета.

## Ареал
Румыния, Северная Греция, Македония, Болгария, Молдова, Южная Украина, юг европейской части России к востоку до юга Западной Сибири, Турция, Большой Кавказ, Закавказье, Северный Иран.
Встречается в степной и лесостепной полосах юго-востока европейской части, на юг распространен до зоны полупустынь. Встречается преимущественно по остепненным балкам и оврагам, на остепненных лугах, в меловых степях, на остепненных склонах. На Кавказе вид населяет горные степи и наиболее многочисленный на субальпийских злаковых лугах. Встречается на высотах от 400 до 2500 м н.у.м.

## Биология
Развивается в одном поколении за год. Время лёта с середины мая по начало июля. Бабочки часто встречаются в балках, летающими над сухими злаковыми зарослями, а также вблизи кустарников. Отмечается питание бабочек на цветках на бобовых и губоцветных.
Самки после спаривания откладывают яйца поштучно на злаковые. Стадия яйца длится около 10 дней. Выйдя из яиц гусеницы сразу же начинают кормиться. Зимует гусеница. Весной линяют последний раз и окукливаются на травянистых растениях вблизи от поверхности почвы.
Кормовые растения гусениц: коротконожка лесная, коротконожка, овсяница овечья, овсяница, мятлик.